# Lee Mack
Lee Gordon McKillop, med artistnamnet Lee Mack, född 4 augusti 1968 i Southport, Merseyside, är en brittisk komiker, programledare och skådespelare. 
Mack är en flitig gäst i panelprogram som  QI och 8 Out of 10 Cats. Sedan 2006 skriver han manus och spelar huvudrollen i TV-serien Not Going Out.

## Utmärkelser
Mack har vunnit British Comedy Awards pris som "Bästa manliga TV-komiker" tre år i rad 2012–2014. 2019 vann han BAFTA:s pris som "Bästa underhållare" för Would I Lie to You?

## Filmografi i urval
- 2001–2004 – The Sketch Show (TV-serie)
- 2006– – Not Going Out (TV-serie)
- 2019 – Horrible Histories: The Movie – Rotten Romans